# Герцог Файф
Герцог Файф — наследственный титул в пэрстве Соединённого королевства, созданный дважды, в обоих случаях для Александра Уильяма Джорджа Даффа, 6-го графа Файфа, который в 1889 году женился на принцессе Луизе Великобританской, старшей дочери будущего короля Великобритании Эдуарда VII и Александры Датской.

## История
Александр Дафф (1849—1912), был старшим сыном и наследником Джеймса Даффа, 5-го графа Файфа, и Агнес Хэй, второй дочери Уильяма Хэй, 18-го графа Эррол и Элизабет Фицкларенс (незаконнорождённая дочь короля Вильгельма IV и актрисы Дороти Джордан). 7 августа 1879 года после смерти своего отца Александр Дафф стал 6-м графом Файф (пэр Шотландии) и 2-м бароном Скином (пэр Соединенного Королевства). Последний титул дал ему право занять место в палате лордов. В 1885 году королева Виктория возвела титул  графа Файфа в звание пэра Соединенного Королевства.
В субботу, 27 июля 1889 года, лорд Александр Файф женился на принцессе Луизе Великобританской, старшей дочери принца Уэльского (будущего короля Эдуарда VII) и его жены принцессы Александры Датской в часовне в Букингемском дворце. Супруги вели своё происхождение от короля Георга III, они были троюродными братом и сестрой.
Через два дня после свадьбы, королева Виктория пожаловала Лорду Файфу титулы герцога Файфа и маркиза Макдаффа в графстве Банф (пэрство Соединенного Королевства). 29 июня 1889 года в жалованной грамоте королевы Великобритании Виктории о первом создании герцогства Файф было заявлено, что обладателями титулов герцога Файфа и маркиза Макдаффа могут быть наследники мужского пола.
24 апреля 1900 года была подписана королевская грамота о втором создании титула герцога Файфа, где уже было написано, что унаследовать герцогский титул могут дочери первого герцога, в случае отсутствия у него сыновей, а затем наследники мужского пола от тех дочерей. В тот же день была также составлена королевская грамота о создании титула графа Макдаффа, который мог переходить к дочери первого герцога Файф в случае отсутствия у него сына, а затем к наследникам мужского пола от тех дочерей.
В январе 1912 года после смерти Александра Даффа, 1-го герцога Файфа, созданные в 1889 году пэрские титулы пресеклись вместе с некоторыми старыми титулами рода Дафф, но пэрские титулы 1900 года продолжили существование. В 1912 году второй герцогиней Файф стала принцесса Александра Виктория Альберта Эдвина Луиза (1891—1959). Урождённая леди Александра Дафф была старшей дочерью Александра Даффа, 1-го герцога Файф, и принцессы Луизы Великобританской.
15 октября 1913 года Александра, 2-я герцогиня Файф, вышла замуж за принца Артура Коннаутского (1883—1938), единственного сына принца Артура, герцога Коннаутского и Стретернского, третьего сына королевы Виктории и принца-консорта Альберта. Артур и Александра были двоюродными братом и сестрой. Их единственный сын Аластер родился в 1914 и скончался в 1943 году.
После смерти в 1959 году Александры Дафф, 2-й герцогини Файф, наследственный титул герцога Файф перешел к её племяннику Джеймсу Карнеги (1929—2015), 12-му графу Саутеск, единственному сыну её сестры Мод (1893—1945), урождённой леди Мод Дафф, и её мужа Чарльза Карнеги, 11-го графа Саутеска (1893—1992). В феврале 1992 года после смерти своего отца Джеймс Карнеги унаследовал титул графа Саутеск и главы клана Карнеги. После его смерти 4-м герцогом Файф и 13-м графом Саутеск стал его сын Дэвид Чарльз Карнеги (род. 1961). Титул «граф Саутеск» используется сыном герцога Файф в качестве титула учтивости.
Резиденцией главы герцога Файфа является Элсик-Хаус в окрестностях Стоунхейвена, в графстве Кинкардиншир в Шотландии.

## Другие титулы
С 1790 по 1809 год и с 1827 по 1857 год — барон Файф (пэр Великобритании). В 1735 году был создан титул барона Брако, который затем превратился в титул 1-го графа Файфа.
Титулы: Маркиз Макдафф (создан в 1889), граф Файф (1759), граф Файф (1885), виконт Макдафф (1759), барон Брако (1735), барон Скина (1857) угасли вместе с 1-м герцогством Файф. Маркиз Макдафф, граф Файф и барон Скин — пэрства Соединенного Королевства, все остальные титулы — пэрства Ирландии.
Вспомогательными титулами герцога Файфа в настоящее время являются: граф Макдафф (создан в 1900), граф Саутеcк (1633), лорд Карнеги из Киннэрда (1616), лорд Карнеги (1633), барон Балинхард из Фарнелла (1869). Граф Макдафф и барон Балинхард — пэрства Соединенного Королевства, а остальные титулы — пэрства Шотландии.

## Первая креация (1889)
- Александр Уильям Джордж Дафф (10 ноября 1849 — 29 января 1912), 6-й граф Файф (1879—1912), 1-й герцог Файф (1889—1912). Единственный сын Джеймса Даффа, 4-го графа Файфа (1814—1879) и Агнес Хей (1829—1869).

## Вторая креация (1900)
- Александр Уильям Джордж Дафф (10 ноября 1849 — 29 января 1912), 6-й граф Файф (1879—1912), 1-й герцог Файф (1900—1912). Единственный сын Джеймса Даффа, 4-го графа Файфа (1814—1879) и Агнес Хей (1829—1869).
- Принцесса Александра Виктория Альберта Эдвина Луиза (17 мая 1891 — 26 февраля 1959), 2-я герцогиня Файф (1912—1959). Старшая дочь Александра Даффа, 1-го герцога Файфа и Луизы Великобританской (1867—1931)
- Джеймс Джордж Баннермэн Александр Карнеги (23 сентября 1929 — 22 июня 2015), 3-й герцог Файф (с 1959) и 12-й граф Саутеск (с 1992), глава клана Карнеги. Единственный сын Чарльза Карнеги, 11-го графа Саутеска (1893—1992) и принцессы Мод Файф (1893—1945).
- Дэвид Чарльз Карнеги (род. 3 марта 1961), 4-й герцог Файф и 13-й граф Саутеск (с 2015), единственный сын Джеймса Джорджа Баннермэна Александра Карнеги.

## Линия преемственности
- Чарльз Дафф Карнеги, граф Саутеск (род. 1 июля 1989), старший сын 4-го герцога Файфа
- Джордж Уильям Карнеги (род. 23 марта 1991), второй сын 4-го герцога Файфа
- Хью Александр Карнеги (род. 10 июня 1993), третий (младший) сын 4-го герцога Файфа.